# Наумович, Иван Григорьевич

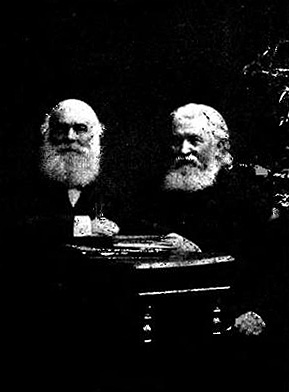
Яков Головацкий и Иван Наумович, 1883 год

Ива́н Григо́рьевич Наумо́вич (14 января (26 января по новому стилю) 1826 — 16 августа 1891) — галицко-русский писатель, общественный деятель, священник, издатель, один из лидеров галицко-русского движения в XIX веке.

## Биография
Иван Наумович родился в польскоязычной семье учителя начальной школы в селе Козлове около Каменки-Бугской (Австрийская империя) 14 января 1826 года. В 1844 году, по окончании гимназии, он поступил на философский, а затем на богословский факультет грекокатолической семинарии во Львове. За участие в революционном движении 1848—1849 годов он был исключен из семинарии, но в 1850 году восстановлен.
В 1851 Наумович окончил семинарию, женился и был рукоположён в униатские священники, служил в приходах неподалёку от Львова до 1867 года. В 1861 году он был избран депутатом в краевой галицкий сейм от Золочевского уезда, где добивался введения русского языка в работу государственных учреждений Галиции, обосновывал необходимость раздела Галичины на Восточную и Западную (русинскую и польскую); требовал от сейма помощи русскому театру во Львове.
В 1866 году он написал программную статью «Взгляд в будущее», в которой доказывал общность русинского населения австрийской Галиции с русским народом. Он писал: «Яко русский человек не могу в Москве не видите русских людей, и хотя я малорусин, а они великоруссы, то таки и я русский, и они русские… Сходство нашего языка с российским есть очевидное, ибо на тех самых правилах опирается. Просвещение у нас на Руси было насамперед в Киеве, потом перенеслось на север… Русь Галицкая, Угорская, Киевская, Московская, Тобольская и пр. с точки зрения этнографической, исторической, языковой, литературной, обрядовой — это одна и та же Русь… Мы не можем отделиться китайской стеной от наших братьев и отказаться от языковой, литературной и народной связи со всем русским миром».
В 1871 году Наумович начал издавать в Коломые газету «Русская рада», первую газету на галицко-русском языке, и в 1872 журнал «Наука», «журнал с практическими советами для сельских жителей». В 1874 году он организовал «Общество имени Михаила Качковского», целью которого было издание книг для местного русинского населения, распространение знаний и устройство народных читален. В будущем «Общество им. М.Качковского» стало одной из наиболее деятельных и значительных организаций русского движения Галиции. Иван Наумович занимался также учреждением сельских ссудо-сберегательных касс, братств трезвости, общественных магазинов.
В литературной деятельности Наумовича проявлялась слепая ненависть к полякам и евреям.
Скромный сельский униатский священник, Наумович на протяжении всего своего, не побоимся сказать, общественного служения, был, пожалуй, самым активным деятелем русского движения Галичины. В своем приходе, сначала в Перемышлянах и селе Коростно, с 1867 по 1872 гг. в селе Стрельче недалеко от Коломыи, а затем с 1872 г. в Скалате, он был добрым и заботливым пастырем. Недаром в „Слове" № 5 за 1867 г. жители Коростна опубликовали благодарственное письмо, подписанное девятью десятками крестьян, из которых 27 принадлежали к латинскому обряду. В Стрельче он удачно лечил гомеопатией, к нему приезжали из окрестных сел и он лечил всех - и богатого и бедного, русина, поляка, еврея, и недаром, когда он уезжал из Стрельче, получив приход в Скалате, по словам его биографа О.А.Мончаловского, плакали не только его прихожане, но и евреи. (Пашаева Н. М. Очерки истории русского движения в Галичине XIX—XX вв. / Гос. публ. ист. б-ка России. — М., 2001. — 201 с. ISBN 5-85209-100-6)
Будучи избран депутатом в австрийский парламент Наумович развил там в 1874—1878 годах энергичную политическую деятельность. Австрийское правительство обвинило его в стремлении к отторжению австрийской Галиции в пользу России и предало суду как государственного изменника. В 1882 из-за отсутствия доказательств Наумович был признан невиновным в измене, а только в нарушении общественного спокойствия, за что был приговорен к восьмимесячному тюремному заключению. За симпатии к православию папа римский отлучил его от церкви и в 1885 году Иван Наумович перешёл в православие. После выхода из тюрьмы Наумовичу пришлось покинуть Галицию, и он переехал в Российскую империю, в Киев, где занялся литературной работой, работал епархиальным миссионером для борьбы со штундизмом, а затем священником в селе Борщаговка около Киева.
Иван Наумович — один из самых плодовитых галицко-русских писателей. Начиная с 1848 года, он писал поэзию, басни, рассказы и повести, расходившиеся в значительном для того времени количестве экземпляров. После смерти Наумовича Общество им. М. Качковского издало три тома его повестей и рассказов из народного быта. Наиболее удачными считались «Онуфрий-чаровник» (1871), «Широкополые тополи» (1872), «Повесть о двенадцати разбойниках» (1873), «Сироты» (1872), «Инклюз» (1874), «Голодные годы» (1878), «Луць Заливайко» (1879), «Горшкодрай» (1879), «Село Тындырынды» (1884).
Иван Наумович выступал и как драматург. Его сатирическая комедия «Знемеченный Юрко» (1872) несколько раз издалась и ставилась во многих народных театрах Галиции.
Наумович писал также работы по истории («Исторический очерк унии» (1889) и «Червонная Русь, её прошлое и настоящее» (1890)), сельскому хозяйству и пчеловодству.
Эмиграция галицийских русин на американский континент, порождённая аграрным перенаселением и малоземельностью, вызвала у Наумовича мысль направить это движение на Кавказ. Для этого добился для русин разрешение покупать землю по низкой цене, в рассрочку в Новороссийском и Сухумском округах. Иван Наумович умер 16 августа (по новому стилю) 1891 года в Новороссийске, похоронен на Лукьяновском кладбище в Киеве.

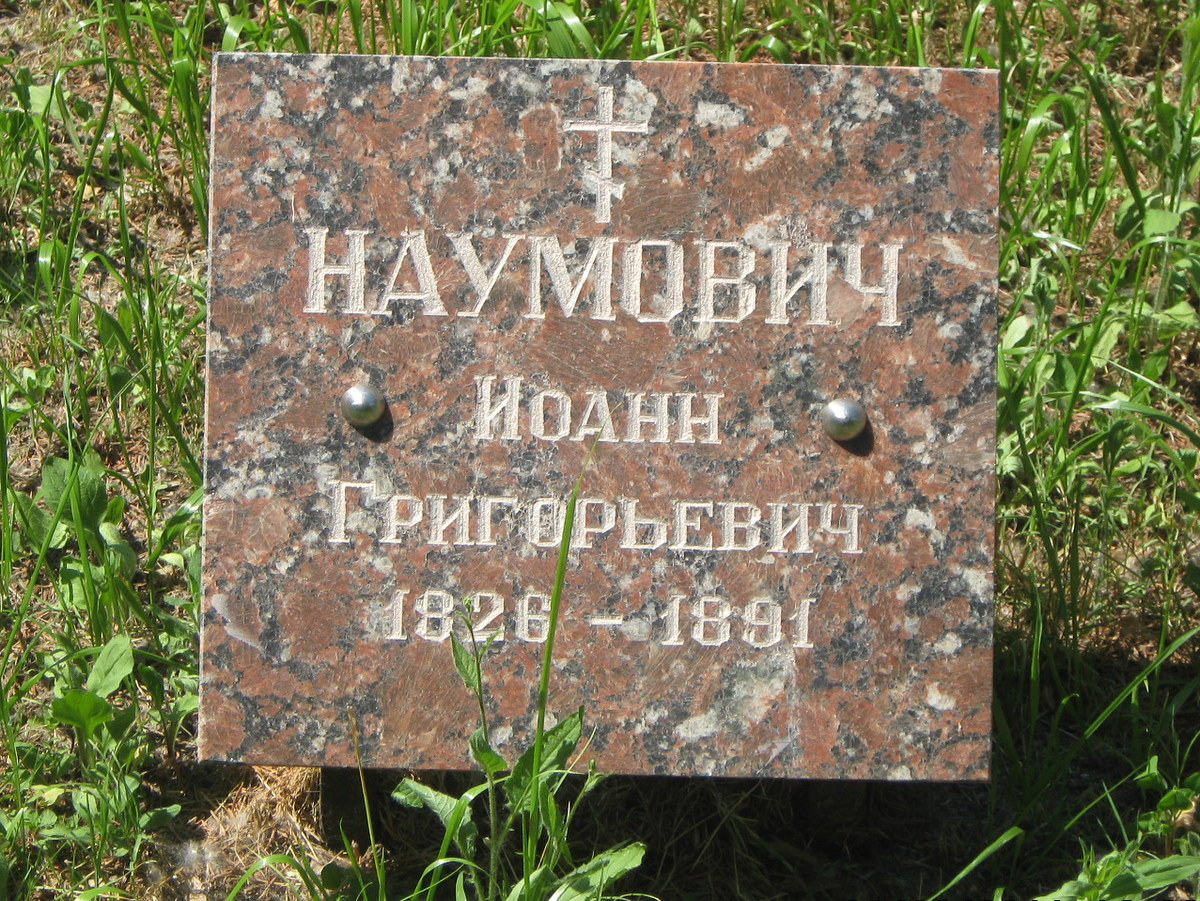

## Сочинения
- Четыре путеводителя доброй жизни: Страх Божий. Мудрость. Трезвость. Труд, Москва, 1888
- Заветные тополи, Киев, 1888
- Псалтирник. Повесть из галицко-русской народной жизни, Москва, 1888
- Сироты, Москва, 1894
- Горит! Рассказы, Москва, 1897
- Повести и рассказы из галицко-русской жизни, СПб., 1901
- Беседы пастыря (Т. 1-2, СПб., 1902; в т. 1 — «Автобиография» Наумовича)
- Беседы Степана Сторазумова о сельском хозяйстве, Вып. 1, Киев, 1888
- О. Феодор. Повесть (Сельскохоз. беседы), Вып. 1. Киев, 1888; о пчеловодстве
- Христианские добродетели, СПб., 1890
- Червонная Русь, её прошлое и настоящее, Киев, 1890
- Исторический очерк унии, Киев, 1889
- Аппеляція къ папЪ Льву XIII
- Православные народные календари (на 1890, 1891; изд. Св. Синодом).
- Собр. соч. Повести и рассказы, т. 1, кн. 1-3, Львов, 1926-27
- Размышления в Великий пост // Журнал Московской Патриархии. М., 1981. — № 3. — С. 40-41.